# Takeda Nobushige
Takeda Nobushige (武田 信繁?; 1525 – 10 settembre 1561) è stato un samurai del periodo Sengoku, fratello minore di Takeda Shingen.
Nobushige aveva il favore del padre ed era stato designato come erede del clan Takeda. Tuttavia Shingen si ribellò contro il padre, lo scacciò e prese potere e redini del clan.
Nobushige tuttavia combatté al fianco del fratello il quale faceva molto affidamento sulle sue abilità di comando. È noto non solo per le sue doti strategiche, ma anche per la sua saggezza; scrisse tra l'altro il Kyūjūkyū kakun, una serie di 99 brevi regole per i membri del clan Takeda, alcune delle quali sono stati erroneamente attribuiti a Shingen stesso.
Noto anche come Takeda Tenkyu (Tenkyu fu un altro ruolo che ricoprì), Nobushige diventò un importante generale dei Takeda e comando grandi forze in diverse occasioni. Nel 1544, Shingen dovette domare una ribellione e per reprimerla ordinò a Nobushige di conquistare il castello di Fujisawa Yorichika a Kōjinyama (probabilmente riuscendoci, anche se diverse fonti differiscono). Il castello di Katsurao, principale fortezza di Murakami Yoshikiyo, venne espugnato da Nobushige e da Takeda Yoshinobu nel 1553. Questo costrinse Yoshikiyo a cercare aiuto da Uesugi Kenshin e a dare il via alla campagna di Kawanakajima.
Fu nella quarta di queste battaglie che Takeda Nobushige morì.
Il nome iniziale del famoso samurai Sanada Yukimura fu Sanada Nobushige, in onore di questo samurai.
Nobushige è anche conosciuto come uno dei ventiquattro generali di Takeda Shingen.

## Famiglia
- Padre: Takeda Nobutora (1493-1574)
- Fratelli:
  - Takematsu (1517-1523)
  - Takeda Shingen (1521-1573)
  - Inuchiyo (1523-1529)
  - Takeda Nobumoto
  - Takeda Nobukado (1529-1582)
  - Matsuo Nobukore (circa 1530-1571)
  - Takeda Souchi
  - Takeda Nobuzane (circa 1530-1575)
  - Ichijō Nobutatsu (circa 1539-1582)
- Sorelle:
  - Joukei-in (1519-1550), sposò Imagawa Yoshimoto
  - Nanshou-in (born 1520) sposò Anayama Nobutomo
  - Nene (1528-1543) sposò Suwa Yorishige